# The Money Drop
The Money Drop (ou A Queda do Dinheiro em tradução) foi um concurso de televisão português apresentado por Teresa Guilherme e foi exibido entre 30 de março de 20151 a 7 de abril de 2016 na TVI. Produzido pela Endemol, este foi um formato televisivo já adaptado em mais de 50 países. A versão original The Million Pound Drop é produzida na Inglaterra, igualmente pela Endemol.
O programa ocupou o horário das 19h, de segunda a sexta-feira, tal como outros concursos do mesmo género na TVI.

## Formato
Este game show, original e irreverente, promete mudar a vida dos seus concorrentes. O jogo consiste no participante receber o prémio em dinheiro logo no início do programa, à medida que são feitas as perguntas os concorrentes tem de pôr em jogo todo o seu dinheiro, colocando-o em cima do alçapão que acham ter a resposta correta, porém se houver incerteza na resposta podem obtar por não arriscar numa só, dividindo assim o dinheiro por vários alçapões, o problema é que se colocarem o dinheiro no alçapão com uma resposta errada, perde esse mesmo dinheiro. Se acertar nas oito questões, receberá a totalidade do prémio no valor de 100 mil euros.
Neste programa da TVI, a tensão e o suspense vão agarrá-lo ao ecrã. Os concorrentes do The Money Drop podem ganhar muito dinheiro ou vê-lo ser engolido por alçapões e ficar sem nada.

## Temporadas
| Temporada | Temporada | Estreia             | Final               | Episódios | Horário           |
| --------- | --------- | ------------------- | ------------------- | --------- | ----------------- |
|           | 1         | 30 de março de 2015 | 7 de abril de 20161 | 65        | 2ª a 6ª, às 19h15 |

↑1 Entre 30 de março e 1 de julho de 2015, foram exibidos 55 episódios inéditos da 1.ª temporada. A exibição foi continuada até 15 de agosto de 2015, mas com episódios repetidos. No dia 28 de março de 2016, o programa voltou para serem exibidos os restantes episódios inéditos da temporada.

### Especiais
| Temporada                                                                  | Estreia             | Final                | Episódios | Horário          |
| -------------------------------------------------------------------------- | ------------------- | -------------------- | --------- | ---------------- |
| Em Direto                                                                  | 25 de abril de 2015 | 4 de julho de 2015   | 9         | Sábado, às 18h30 |
| Emissão ao vivo do programa com Teresa Guilherme.                          |                     |                      |           |                  |
| Celebridades                                                               | 18 de julho de 2015 | 15 de agosto de 2015 | 5         | Sábado, às 21h30 |
| Emissão especial com 2 celebridades portuguesas para angariação de fundos. |                     |                      |           |                  |

## Audiências
Na estreia, dia 30 de março de 2015, The Money Drop marcou 7,3% de Rating e 22,4% de Share, liderando o horário. O programa aumentou a audiência da TVI na faixa horária e chegou a liderar várias vezes. As emissões em direto ao sábado foram as menos vistas. A versão especial de celebridades, em Horário Nobre, no dia 18 de julho, tornou-se no episódio mais visto do programa, embora não liderando.

## Curiosidades
- O programa teve uma grande adesão nas redes sociais, sendo muitas vezes o assunto mais comentado no Twitter. No entanto, esta exposição gerou também grandes polémicas devido a diversos erros que ocorreram e repetições de episódios.[13]
- O apresentador Manuel Luís Goucha esteve para apresentar o programa, mas a escolha recaiu em Teresa Guilherme.[14]
- A 18 de maio de 2015, segunda-feira, foi transmitido um episódio especial com celebridades às 19h15.[15] Mais tarde, em julho, uma nova temporada de celebridades foi estreada no Horário Nobre de sábado.[8]